# Música da Idade Média da Espanha

## A música sefardita
Sefarade chamava-se a toda a terra que estava situada nos confins ocidentais europeus e por isso se chamou sefardidata aos judeus que viviam na Península Ibéria desde tempos do Império Romano. Há registos de canções já no século XII dos judeus espanhóis instalados em Castela, Andaluzia e Aragão.
Após a expulsão, os sefarditas que emigraram ao Império Otomano e o norte de África trouxeram consigo a sua herança musical e a sua língua, que eventualmente se converteu no judeu-espanhol. No entanto, uma parte substancial, não dos textos, senão da música original da Espanha Medieval, se perdeu com o passar dos séculos. As melodias e canções foram influenciadas ou substituídas pela música dos lugares em onde os sefarditas se assentaram, especialmente Grécia, Turquia, Marrocos e os Balcões. Por exemplo, a mesma canção pode ser acompanhada com um laúd árabe em Marrocos e com um bağlamba em Turquia, com melodias diferentes.
Temáticas comuns nas canções sefarditas são as amorosa, as canções de berço e as de casamento. Também há um número importante de canções relacionadas com os festivais religiosos judeus e histórias bíblicas que ainda se cantam, por exemplo, durante o Sêder de Pessach. Graças a uma forte tradição oral, muitas destas canções têm conseguido ser preservadas em cantores tradicionais e atualmente existe uma grande variedade de gravações de música sefardita.

## O canto gregoriano

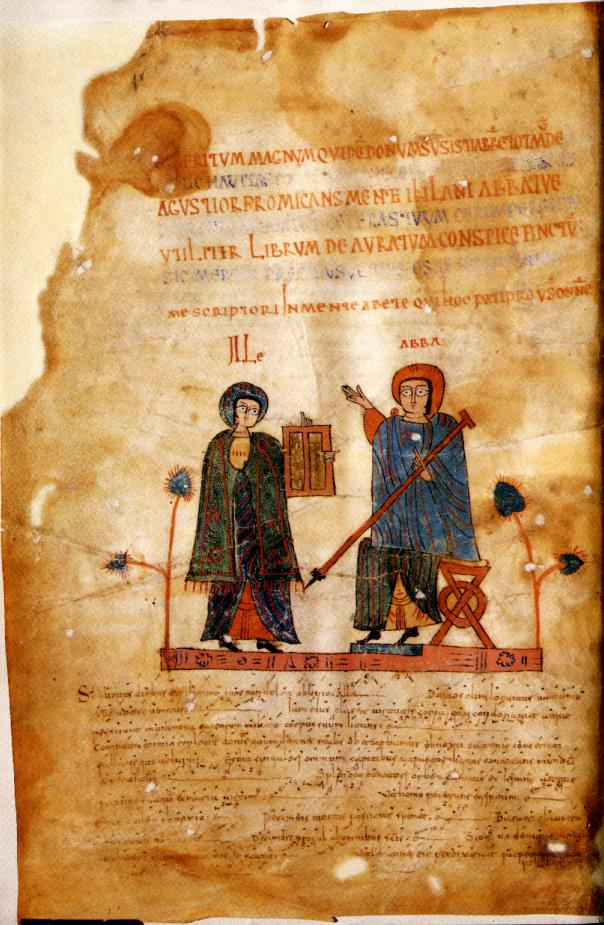
Antifonário de Leão.

### História do Canto Gregoriano
O começo da Idade Média está alumiado pela chegada do Cristianismo. Até agora não sabemos como soava a música, mas sim conhecemos os sistemas de anotação que utilizaram nos cânticos entoados desde as Catacumbas. Os cristãos, até agora clandestinos, se manifestam publicamente. Num primeiro momento não criam novo repertório senão que utilizam elementos do mundo que os rodeia adequando a seu espírito.
Musicalmente recebem duas influências palpáveis: do povo hebreu herdam o modo de cantar a base de longos merismas e a importância do canto no culto. E da cultura greco-romana herdam a teoria musical com o seu sistema modal e a valoração ética da música e, consequentemente, sua importância na educação.
A música cristã desta época é essencialmente vocálica (os instrumentos recordam-lhes o mundo pagano) e destinada ao culto.
Com a expansão do Cristianismo (século IV), desenvolvem-se arcobispados independentes de Roma com diferentes liturgias: a Romana, a Milanesa (ou ambrosiana), a Espanhola (moçárabe), Galicana, Céltica (irlando-britânica), no Oriente (a bizantina e a síria). A Igreja vê a necessidade de unificar a liturgia, isto é, de estabelecer um conjunto de sinais e palavras que façam parte das suas celebrações, especialmente na Missa, e que sejam comuns para todos os fiéis. O encarregado de estabelecer (codificar) todo isso no século VII, é o Papa Gregorio I. São Gregório não cria as melodias Romanas, sinais que as recompila e organiza. Dá-se-lhes às Melodias uma forma mais plana e fácil de captar, com vistas à unificação Litúrgica Ocidental, conduzida por Roma. A isto se lhe denomina Canto Gregoriano.
1. O Canto Gregoriano nunca se acompanha com instrumentos, é um canto a cappella.
2. Não se misturam vozes femininas e masculinas.
3. O texto está em latim e seu conteúdo é religioso.
4. Trata-se de um canto monódico, isto é, melodias ao uníssono.
5. O ritmo é livre, reduzido a uma espécie de linha ondulante e flexível.
6. Trata-se de uma música solene que está ao serviço do texto.
7. Emprega uma anotação musical para a cada sílaba (silábico) e um grupo extenso de notas sobre uma sílaba do texto (melismático).
8. Usa oito escalas diferentes que se lhes chama Modos.
9. A sensação ao ouvido é de sobriedade, singeleza e fluidez.

## O drama litúrgico
Mistério de Elche, Canto da Sibila, etc.

## A monódica lírica romance

### Trovadores e troveiros
O fenómeno trovadoresco aparece no sul da França no final do século XI, compondo-se as suas canções na língua romance do sul da França, a lenga d'òc. As suas composições devem-se aos trovadores (trobadours em língua vernácula). Pouco depois, no norte da França, aparecem os troveiros (trouvères em francês), que escrevem em língua de oïl, língua que posteriormente deu origem ao francês atual.
Em geral, o fenómeno trovadoresco não teve na península a mesma importância que ao outro lado dos Pireneus, já que é um fenómeno que se desenvolve dentro do sistema político e social do feudalismo, e entre os reinos peninsulares só em Catalunha teve uma importância assimilável à França.
Muitos trovadores e troveiros deslocaram-se aos reinos hispânicos, já seja por motivos profissionais ou de outra índole. Na península encontraram boa acolhida por parte dos reis e nobres. Entre os trovadores que viajaram à península, podemos citar a Guilherme de Poitiers (a quem se considera o primeiro dos trovadores), Marcabrú, Peire Vidal, Peire d'Alvernha, Giraud de Bornelh, Aimeric de Peguilhan, Raimon de Miraval, Peire Cardeal e Guiraud Riquier. A presença de troveiros em Espanha não é comparável à dos trovadores. Entre os mais conhecidos que se deslocaram à península destacam Gautier de Coinci e Teobaldo I de Navarra.
Como se disse, Catalunha foi o único dos territórios hispânicos onde o movimento trovadoresco floresceu e surgiram trovadores autóctonos, conquanto todos eles escreveram em lenga d'òc e não em catalão. Os trovadores catalães conhecidos são:
- Afonso II de Aragão
- Amanieu de Sescars
- Berenguer d'Anoia
- Berenguer de Palou
- Cerverí de Girona (Guillem de Cervera)
- Frederico III da Sicília]]
- Formit de Perpinyà
- Guerau de Cabrera
- Guillem de Berguedà
- Guillem de Cabestany
- Guillem Ramon de Gironella
- Huguet de Mataplana
- Jaime II de Aragão
- Jofre de Foixà
- Pedro III de Aragão
- Pere Salvatge
- Ponç da Guàrdia
- Ponç d'Ortafà
- Ponç Hug d'Empúries
- Ramon Vidal de Besalú

Só de dois destes trovadores catalães têm chegado as suas obras até nós com anotação musical: Berenguer de Palou e Ponç d'Ortafà. Aparte, existem outras composições que nos chegaram com música, mas de autores anónimos.

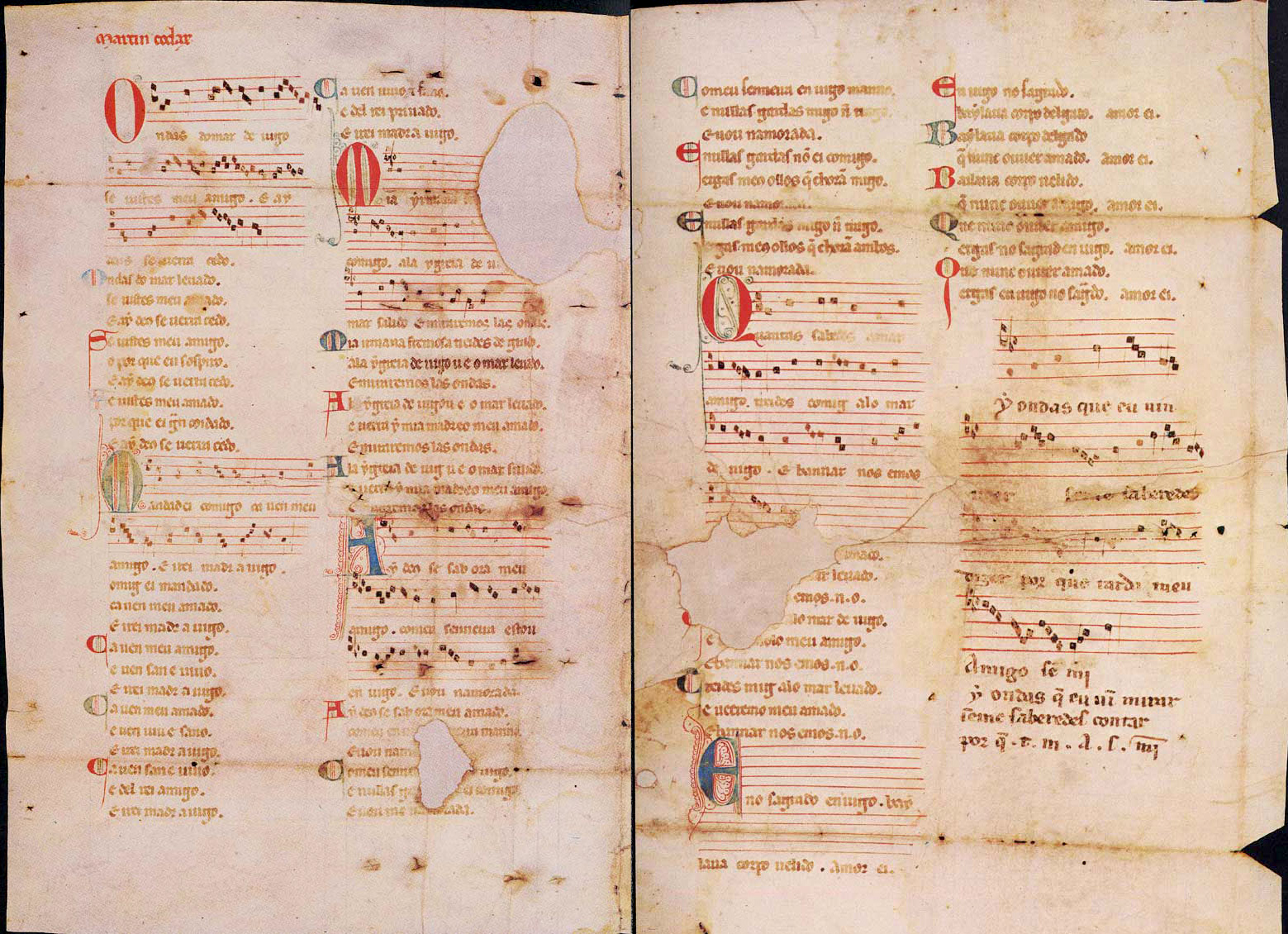
O Pergamino Vindel.

### Cantigas de Santa Maria

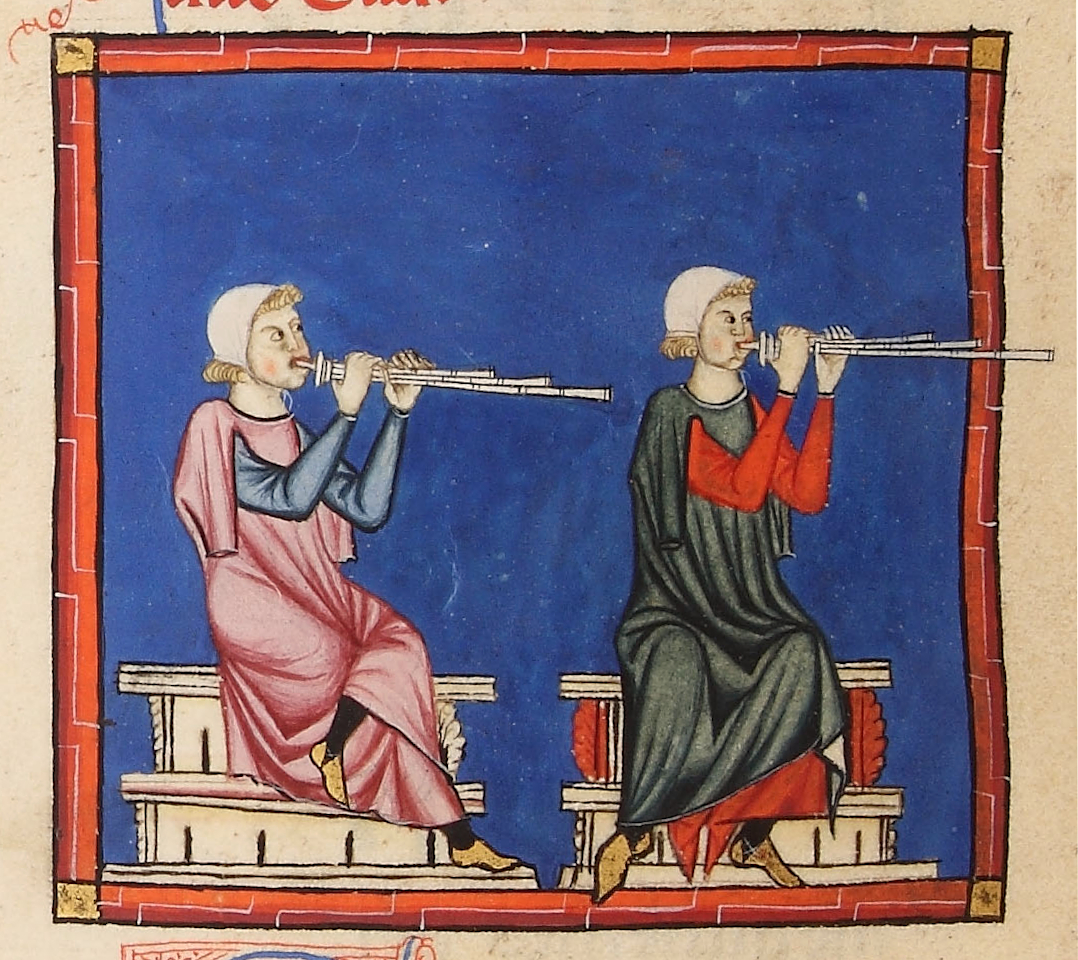
Ilustração do Codex E das Cantigas de Santa Maria.

## A polifonia
Conquanto têm-se alguns indícios de que já na época visigótica pudesse ter certa prática polifónica primitiva na Península Ibérica, temos constância do canto polifónico desde a primeira metade do século XI. Isto fica atestado pelo códice "Barcelona, Archivo de la Corona de Aragón, Ms. 42" procedente do Mosteiro de Santa Maria de Ripoll. Este manuscrito foi copiado entre os anos 1018 e 1046 e contém vários tratados teóricos musicais como o Musica enchiriadis, o Scolica enchiriadis e o De harmonica Institutione de Hucbaldo. A existência deste códice põe de manifesto, que já a princípios do século XI, se ensinava a doutrina polifónica num centro tão importante como Ripoll. Este facto ficará confirmado mais tarde pelos importantes manuscritos musicais que se conservaram na península.
Geralmente distinguem-se duas etapas na evolução da música polifónica durante a Idade Média na Europa: o Ars antiqua e o Ars nova. Esta divisão está baseada no tratado teórico Ars nova, publicado por Philippe de Vitry em 1322, o qual reflete uma série de novidades que se tinham ido incorporado ao canto polifónico nessa época. Denomina-se Ars antiqua a toda a música polifónica anterior a este tratado e Ars nova à que começa com ele e dura até finais do século XIV ou princípios do século XV.

### Ars antiqua

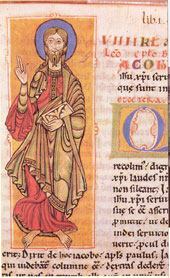
Codex Calixtinus.

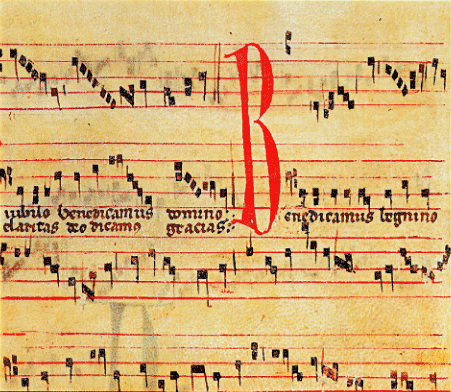
Codex das Greves.

No final do século XI, depois do desaparecimento da Liturgia Hispânica e a sua substituição pela Liturgia Romana, começam a entrar na Península Ibérica novos formulários com o novo canto gregoriano que substituirá ao canto hispânico. Nestes novos formulários, junto com as peças litúrgicas monodicas "oficiais", entram também as novas técnicas de composição que se estavam a desenvolver nesse momento no Ocidente, como são os tropos. Estes tropos aparecem em livros tradicionais, como o Gradual ou o Antifonario ou bem em livros específicos de tropos, como os tropários e prosários. Inicialmente, esses novos tropos consistiam em acrescentar textos adicionais a cantos monódicos já existentes, na adição de melismas ou bem a adição de texto e música a esses cantos. Com o tempo, começou-se a acrescentar aos tropos uma nova voz ou a inserir novas melodias sobre as já existentes, dando lugar ao nascimento das primeiras polifonias da denominada Ars antiqua, com suas formas musicais sócias: o conductus, o órganum e o motete. Por tanto, os manuscritos com as composições musicais mais antigas são sempre de carácter litúrgico ou paralitúrgico.
Durante o século XII, desenvolvem-se na atual França, duas escolas de polifonia importantes:
- a Escola de São Marcial de Limoges, na primeira metade do século XII. O seu centro foi a Abadia de Saint Marcial de Limoges e sua influência estendeu-se pela região de Aquitânia e o norte de Espanha. Um dos manuscritos nos que se conserva este repertório, o Londres, British Library Add. 36.881, poderia provir segundo o musicólogo Higinio Anglés de Catalunha, possivelmente do Abadia de São Miguel de Cuixá (hoje situado na Catalunha francesa), muito unido às abadias do sul da França.
- a Escola de Notre-Dame de Paris. Aparece um pouco mais tarde, para 1170 e dura até ao ano 1250 aproximadamente. Desenvolve-se em torno da Catedral de Notre-Dame de Paris e entre seus representantes encontramos a alguns dos primeiros compositores conhecidos da História da música, como são Léonin e Pérotin.

A meio caminho entre ambas escolas, encontramos em Espanha uma das fontes musicais mais importantes deste período: o Codex Calixtinus. Conserva-se na Catedral de Santiago de Compostela e inclui, aparte de numerosos cantos monódicos, 21 composições polifónicas que se integram na liturgia do Apóstolo Santiago. As obras musicais do códice foram compostas provavelmente para a metade do século XII ou um pouco depois.
A Escola de Notre Dame está representada em Espanha por uma de suas quatro fontes musicais mais importantes: o Codex de Madrid, também denominado Codex de Toledo. Está depositado em Madrid, na Biblioteca Nacional e até finais do século XIX esteve guardado na  Catedral de Toledo. Não se sabe com certeza o seu lugar de procedência, mas sabe-se que foi copiado com toda a probabilidade na península.
Um pouco posterior é o Códice de Las Huelgas, copiado para princípios do século XIV no Mosteiro de Las Huelgas, conservando-se hoje em dia ainda em dito mosteiro. O manuscrito contém composições compostas desde o século XII até o XIV, algumas das quais pertencentes à Escola de Notre Dame. É um tropário-prosário e seus cantos pertencem ao Gradual, e não ao Antifonário, isto é, se interpretavam na Missa e não no Oficio divino. É um dos manuscritos europeus mais importantes da época e uma das fontes mais importantes para conhecer a prática do canto polifónico na Espanha.
Aparte destes importantíssimos códices, existem vários fragmentos ou manuscritos que incluem umas poucas obras polifónicas, aproximadamente uns dez em Castela e uns catorze em Catalunha, destacando entre todos eles o Barcelona, Orfeó Català, Ms 1, procedente da Cartuja de Scala Dei, com 13 peças polifónicas. (Ver: Fontes de ars antiqua em Espanha).

### Ars nova

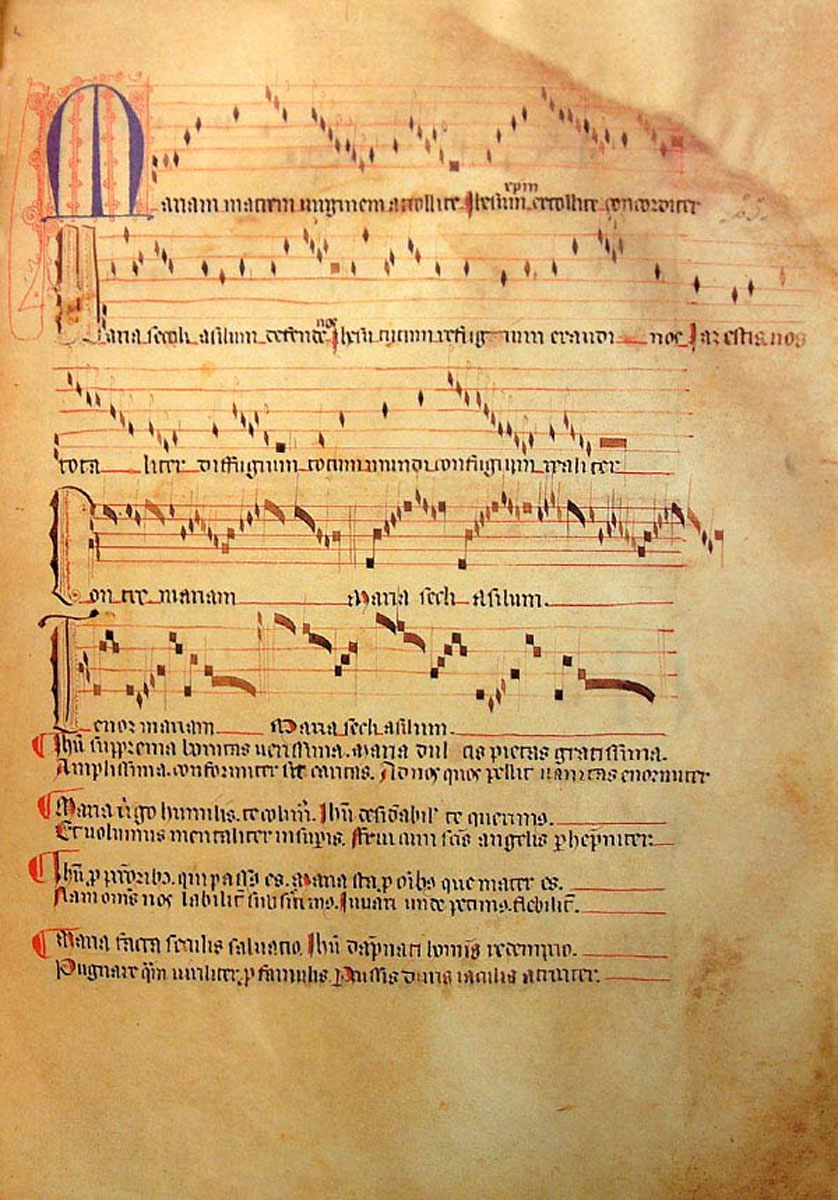
Llibre Vermell de Montserrat

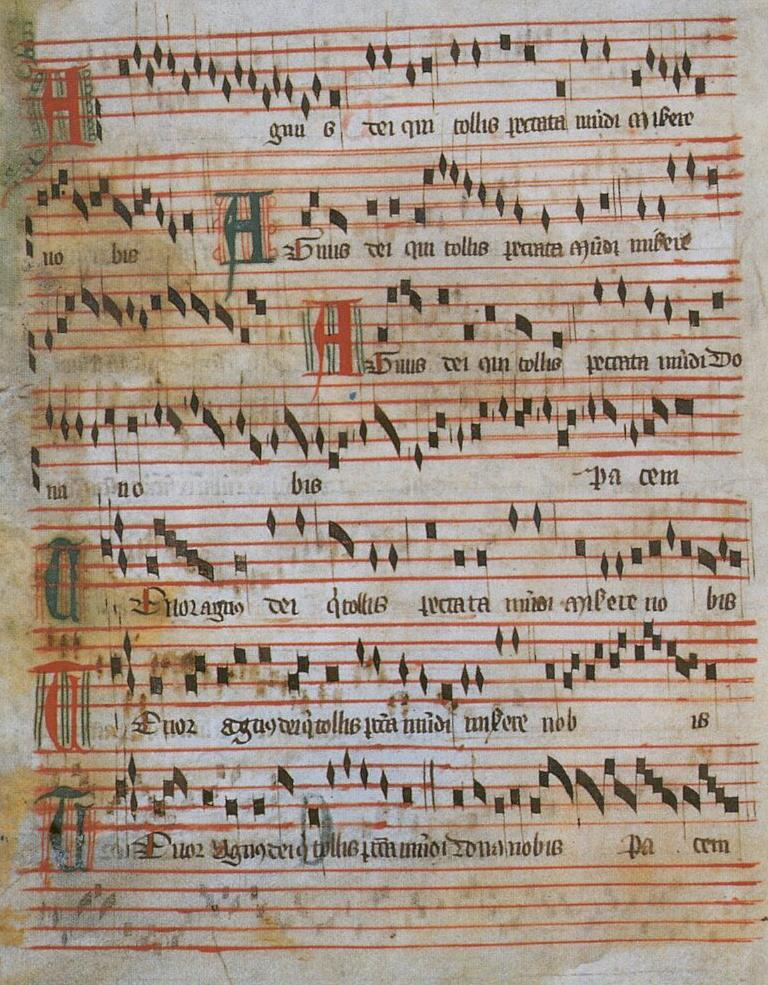
Agnus Dei da Missa de Barcelona.

Têm-se indícios de que a actividade musical na Península Ibéria durante o século XIV, isto é, a etapa correspondente ao Ars nova, foi bastante intensa. No entanto, chegaram-nos muito poucas fontes musicais que o atestem.
Possivelmente a primeira obra que se conhece deste período na Espanha seja um Credo que se acha no Codex Las Huelgas. No entanto, o principal códice que se conservou deste período é o Llibre Vermell de Montserrat, chamado assim pela cor vermelha da sua encadernação. Como o seu nome sugere, provem do Mosteiro de Montserrat. De suas dez composições, cinco são polifónicas. Contém vários cantos de temática religiosa destinados aos peregrinos que iam ao mosteiro, mas não são parte da liturgia propriamente dita. De facto,  é o único códice de origem ibéria com cantos polifónicos não destinados ao culto durante toda a Idade Média (incluindo tanto o Ars antiqua como o Ars nova). Ademais, inclui a primeira obra polifónica conhecida na Espanha em língua vernácula: a canção a duas vozes Imperayritz da ciutat joyosa, em catalão.
Aparte do Vermell, existem uns poucos fragmentos ou códices de origem castelhana e aproximadamente uns doze que provêm da Catalunha. Desta última também procede o manuscrito Barcelona, Biblioteca de Catalunha 971 conhecido sobretudo por conter a Missa de Barcelona. Esta missa constitui um dos primeiros ciclos polifónicos completos do Ordinário da missa que tem sobrevivido. (Ver: Fontes de ars nova em Espanha).
Catalunha apresenta uma atividade musical importante neste período, tanto nas catedrais como sobretudo na capela real da corte aragonesa, onde iam músicos de origem francesa e italiano. Muitas das obras presentes nos códices catalães pertencem ao repertório de Avinhão e encontram-se também em outras fontes da França e Itália, sendo algumas das obras de compositores conhecidos como Johannes Graneti, Sortis, De Peiso, Tailhandier, etc.
A diferença de outras zonas como França ou Itália, não se conta com composições polifónicas de tema profano ou em língua vernácula (salvo a exceção já citada). No entanto, a ausência de fontes que se acham conservado não implica que estas composições não existissem, ao menos nos centros culturais mais importantes. Sem a sua existência, seria difícil de explicar as numerosas canções cortesanas polifónicas que aparecem nos cantores hispânicos do começo do Renascimento.